# Jean Samuel Guisan
Jean Samuel Guisan (Avenches, 29 marzo 1740 – Berna, 19 giugno 1801) è stato un ingegnere svizzero.

## Biografia
Dopo aver lavorato come direttore dei lavori agricoli nelle proprietà di uno zio, nel 1771 decide di partire alla volta della Guyana olandese (l'attuale Suriname), dove gli vengono affidati lavori di ristrutturazione della capitale Paramaribo. Durante il soggiorno surinamense conosce Pierre-Victor Malouet, governatore della Guyana francese, che ne apprezza il lavoro e gli propone di spostarsi alla Caienna per rivederne l'assetto urbanistico: Guisan accetta e per 14 anni, dal 1777 al 1791, dà vita a un piano di riqualificazione della capitale della colonia (con il rafforzamento delle fortificazioni e la costruzione di canali di drenaggio, il cui completamento verrà poi affidato a Pierre-Clément de Laussat) ed alla razionalizzazione delle aree circostanti per lo sfruttamento agricolo, creando dei polder alle foci del fiume Approuague (dove getta le basi per la fondazione di un nucleo abitato denominato Guisanbourg in suo onore, attualmente abbandonato) e dando il via alla costruzione di un canale che dirotta il fiume nelle paludi di Kaw.
In seguito ai dissidi col nuovo governatore della colonia, Lescalier, ed alle sue presunte simpatie per le forze rivoluzionarie, viene destituito dall'Assemblea coloniale e costretto a lasciare la Guyana nel luglio del 1791: ritornato in Svizzera, viene nominato ingegnere generale di ponti e strade, e si spegnerà nel suo Paese natio il 19 giugno 1801.